# Bộ dây

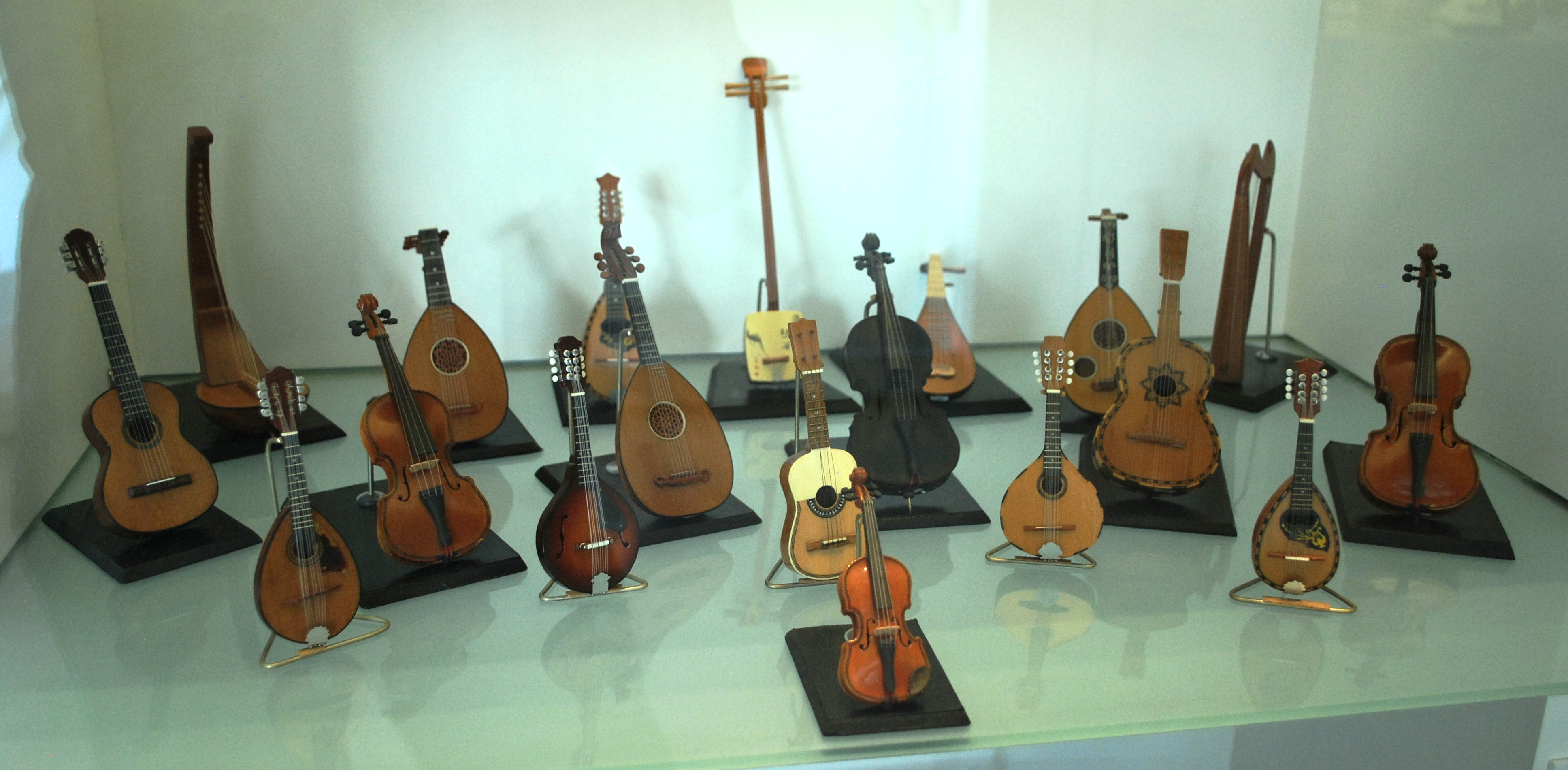
Nhạc cụ dây trưng bày tại bảo tàng Museo de Arte Popular, Mexico City.

Bộ dây hay nhạc cụ dây là nhóm những nhạc cụ tạo ra âm thanh từ dao động trên dây. Trong bảng phân loại nhạc cụ Hornbostel-Sachs được dùng trong nhạc cụ học, chúng được gọi là chordophone. Một số nhạc cụ phổ biến là guitar, sitar, rabab, guitar bass, vĩ cầm, viola, cello, contrebasse, banjo, mandolin, bouzouki, đàn hạc, zither, koto, shamisen, đàn tỳ bà, đàn đáy, đàn nguyệt  v.v.
Trong hầu hết các nhạc cụ dây, các rung động được truyền đến cơ thể của nhạc cụ, thường kết hợp một số loại rỗng hoặc vùng kín. Cơ thể của nhạc cụ cũng rung động, cùng với không khí bên trong nó. Sự rung động của cơ thể của nhạc cụ và khoang hoặc buồng kín kèm theo làm cho độ rung của dây dễ nghe hơn đối với người biểu diễn và khán giả. Cơ thể của hầu hết các nhạc cụ dây là rỗng. Tuy nhiên, một số người như guitar điện và các nhạc cụ khác dựa vào khuếch đại điện tử có thể có thân gỗ chắc chắn.

## Lịch sử

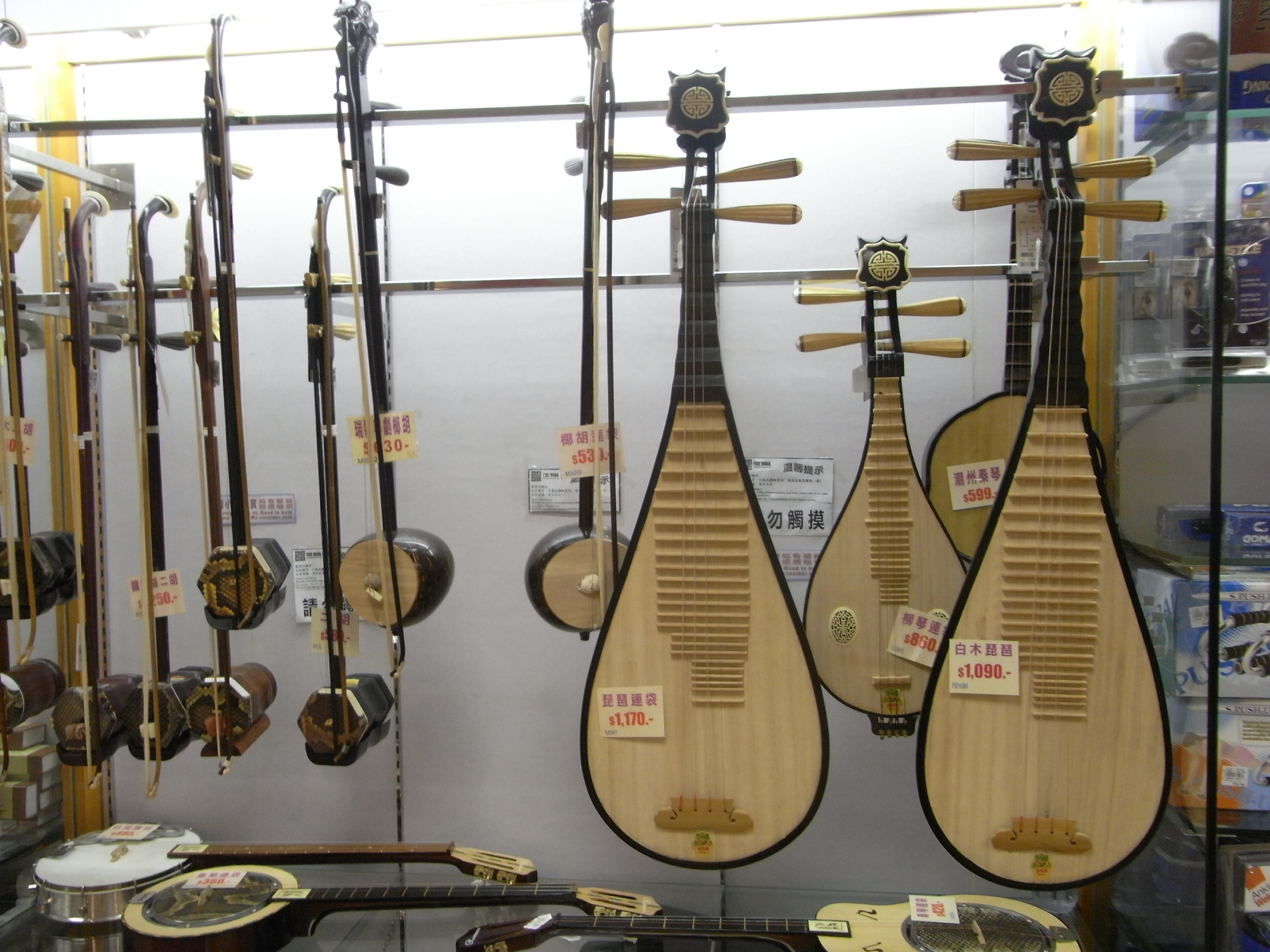
Vô số nhạc cụ dây của Trung Quốc được trưng bày trong một cửa hàng

### Nhạc cụ dây sớm nhất
Thời kỳ đồ đá, một bức tranh hang động trong hang động Trois Frères ở Pháp mô tả những gì một số người tin là một cây cung âm nhạc, một cây cung săn bắn được sử dụng như một nhạc cụ có dây đơn.  Từ cung nhạc, gia đình của các nhạc cụ có dây được phát triển; vì mỗi chuỗi phát một nốt, thêm chuỗi thêm ghi chú mới, tạo ra đàn hạc, đàn hạc và lyres. Đến lượt mình, điều này dẫn đến việc có thể để chơi những cặp và hợp âm. Một sự đổi mới khác xảy ra khi cây đàn hạc được kéo thẳng ra và một cây cầu dùng để nhấc dây ra khỏi cổ gậy, tạo ra cây đàn.
Bức tranh về cung nhạc này cho đàn hạc là lý thuyết và đã được tranh luận. Năm 1965 Franz Jahnel đã viết những lời chỉ trích của mình nói rằng tổ tiên đầu tiên của các nhạc cụ gảy không được biết đến. Ông cảm thấy rằng cây cung đàn hạc là một tiếng kêu dài từ sự tinh vi của nền văn minh thế kỷ thứ 4 trước công nguyên đã sử dụng công nghệ nguyên thủy và tạo ra "đàn hạc, lyres, cithara và lute được chế tạo tốt về mặt nghệ thuật".
Các cuộc khai quật khảo cổ đã xác định được một số nhạc cụ có dây sớm nhất ở các địa điểm Lưỡng Hà cổ đại, như lyres của Ur, bao gồm các cổ vật hơn ba nghìn năm tuổi. Sự phát triển của các nhạc cụ lyre đòi hỏi công nghệ tạo ra một cơ chế điều chỉnh để thắt chặt và nới lỏng độ căng của dây. Lyres với thân và dây bằng gỗ được sử dụng để gảy hoặc chơi với một cây cung đại diện cho các nhạc cụ chính hướng tới đàn hạc và các loại nhạc cụ violin; hơn nữa, các nhạc cụ Ấn Độ từ năm 500 trước Công nguyên đã được phát hiện với bất cứ thứ gì từ 7 đến 21 dây.
Nhạc cụ dây đầu đã được khai quật ở vùng Lưỡng Hà, ví dụ như những đàn lyre ở Ur, có tuổi đời từ năm 2500 trước Công nguyên.

### Đàn lute
Các nhà âm nhạc học đã đưa ra các ví dụ về công nghệ thế kỷ thứ 4 trước Công nguyên, nhìn vào các hình ảnh khắc còn tồn tại. Hình ảnh đầu tiên cho thấy một nhạc cụ giống như đàn nguyệt đến từ Mesopotamia trước năm 3000 trước Công nguyên. Một bức phù điêu từ năm 3100 trước Công nguyên hoặc sớm hơn (hiện thuộc sở hữu của Bảo tàng Anh) cho thấy những gì được cho là một người phụ nữ chơi đàn nguyệt. Từ những hình ảnh còn sót lại, các nhà lý thuyết đã phân loại các lute Mesopotamian, cho thấy rằng chúng đã phát triển thành một giống dài và ngắn. Dòng lute dài có thể đã phát triển thành tamburs và pandura. Dòng lute ngắn được phát triển thêm về phía đông Mesopotamia, ở Bactria, Gandhara và Tây Bắc Ấn Độ, và được thể hiện trong điêu khắc từ thế kỷ thứ 2 trước Công nguyên đến thế kỷ thứ 4 hoặc thứ 5 sau Công nguyên.
Trong thời kỳ trung cổ, sự phát triển nhạc cụ đa dạng ở các khu vực khác nhau trên thế giới. Rebecs Trung Đông đại diện cho sự đột phá về hình dạng và chuỗi, với một nửa hình quả lê sử dụng ba dây. Các phiên bản ban đầu của violin và fiddle, bằng cách so sánh, đã xuất hiện ở châu Âu thông qua các nhạc cụ như gittern, tiền thân bốn dây cho guitar, và đàn cơ bản. Những dụng cụ này thường sử dụng catgut (ruột động vật) và các vật liệu khác, bao gồm cả lụa, cho dây của chúng.